# Spartopteryx kindermannaria
Spartopteryx kindermannaria är en fjärilsart som beskrevs av Otto Staudinger 1871. Spartopteryx kindermannaria ingår i släktet Spartopteryx och familjen mätare. Inga underarter finns listade i Catalogue of Life.